# One of these Days (2020)
One of these Days (Arbeitstitel Avalanche) ist ein Filmdrama von Bastian Günther, das am 22. Februar 2020 bei den Filmfestspielen in Berlin seine Premiere feierte und im Mai 2022 in die deutschen und österreichischen Kinos kam.

## Inhalt
Der Film beruht auf wahren Begebenheiten und erzählt die Tragödie um einen kuriosen Wettbewerb: Ein texanischer Autohändler stiftet hierfür jedes Jahr einen fabrikneuen Pick-up, den derjenige gewinnt, der mit seiner Hand das Auto am längsten ohne Unterbrechung berührt. Die Teilnehmer werden zuvor ausgelost. 
Es gibt feste Unterbrechungen zum Toilettengang und kurzen Verschnaufen, aber nicht zum Schlafen. Joan, eine Mitarbeiterin des Autohauses, kümmert sich um die Betreuung der Kandidaten. Nachdem Kyle, der das Auto für sich und seine junge Familie haben wollte, aufgeben muss, bricht er in einen Supermarkt ein, entwendet eine Pistole und erschießt sich.

## Produktion

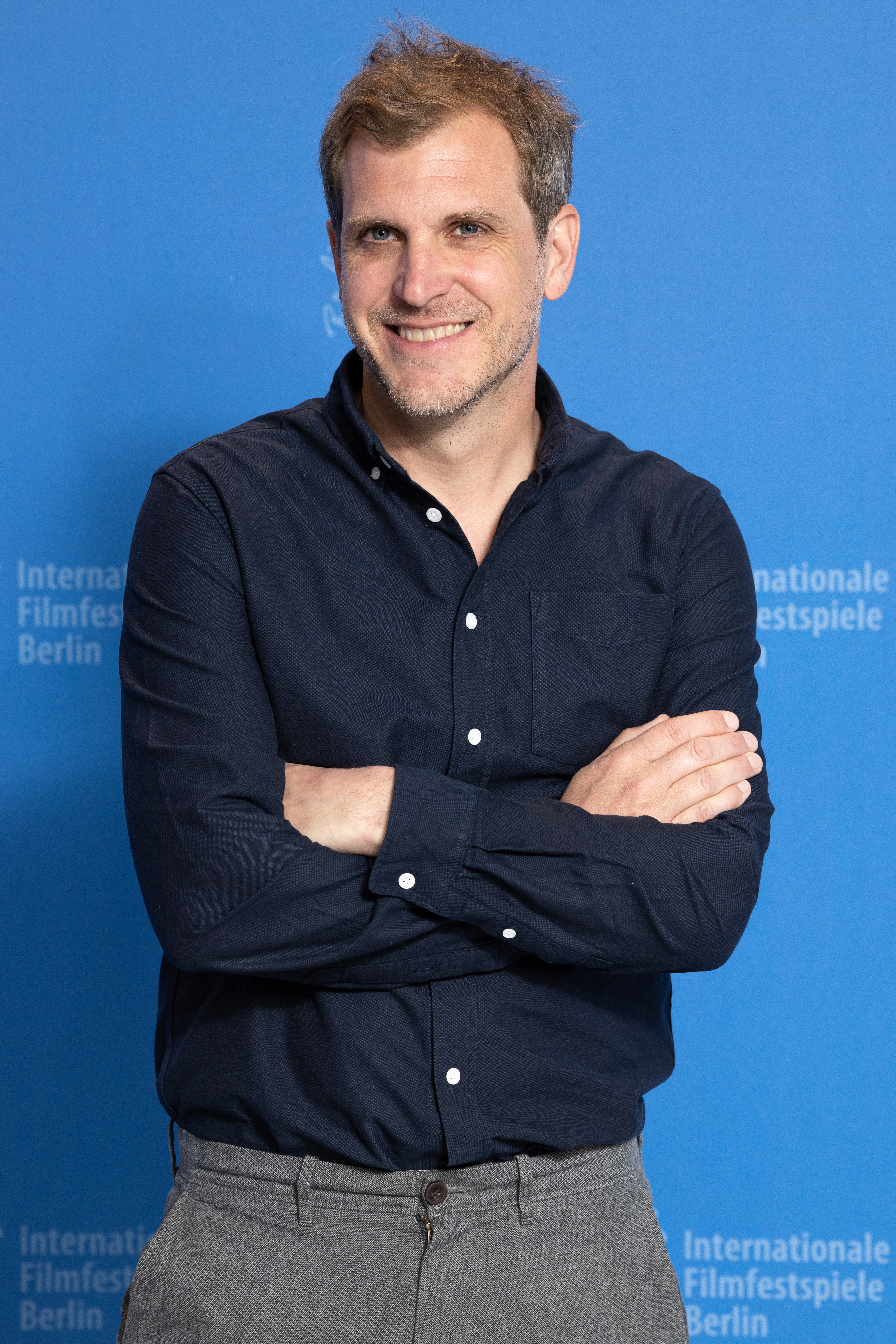
Bastian Günther im Februar 2020 bei der Premiere des Films bei der Berlinale

Regie führte Bastian Günther, der auch das Drehbuch schrieb. Der Film entstand in Koproduktion mit dem Hessischen Rundfunk, dem Saarländischen Rundfunk und Arte.
Der britische Schauspieler Joe Cole ist in der Rolle von Kyle Parson zu sehen. Carrie Preston spielt Joan Dempsey. Die deutsche Synchronisation entstand nach einem Dialogbuch von Bernd Nigbur und der Dialogregie von Regisseur Bastian Günther selbst. Armin Schlagwein leiht in der deutschen Fassung Cole in der Rolle von Parson seine Stimme, Christin Marquitan spricht Joan Dempsey.
Die Dreharbeiten fanden im US-Bundesstaat Louisiana statt und wurden Anfang November 2018 beendet. Als Kameramann fungierte Michael Kotschi.
Der Film feierte seine Weltpremiere am 22. Februar 2020 in der Sektion Panorama der Filmfestspiele in Berlin. Im März 2020 sollte der Film beim South by Southwest Film Festival gezeigt werden. Wenige Tage vor Beginn des Festivals wurde dieses aufgrund der Coronavirus-Pandemie auf einen unbekannten Zeitpunkt verschoben, somit auch die Vorstellung des Films. Ende September, Anfang Oktober 2020 sollte er beim Zurich Film Festival gezeigt werden. Am 19. Mai 2022 kam der Film in die deutschen und am darauffolgenden Tag in die österreichischen Kinos.

## Rezeption

### Altersfreigabe und Kritiken
In Deutschland wurde der Film von der FSK ab 16 Jahren freigegeben. In der Freigabebegründung heißt es, der Film beleuchte die materielle Not des Protagonisten als Motiv für seine Teilnahme am Wettbewerb und entfaltet eine große emotionale Intensität. Im Zusammenspiel mit der beklemmenden Atmosphäre und Spannung könnten die teils drastischen Darstellungen von Aggression, Gewaltausbrüchen und Verletzungen sowie suizidalem Verhalten überfordernd wirken. Jugendliche ab 16 Jahren könnten die Geschichte jedoch als Kritik an gesellschaftlichen Zuständen begreifen und das Geschehen eigenständig und ohne Überforderung reflektieren und bewerten.

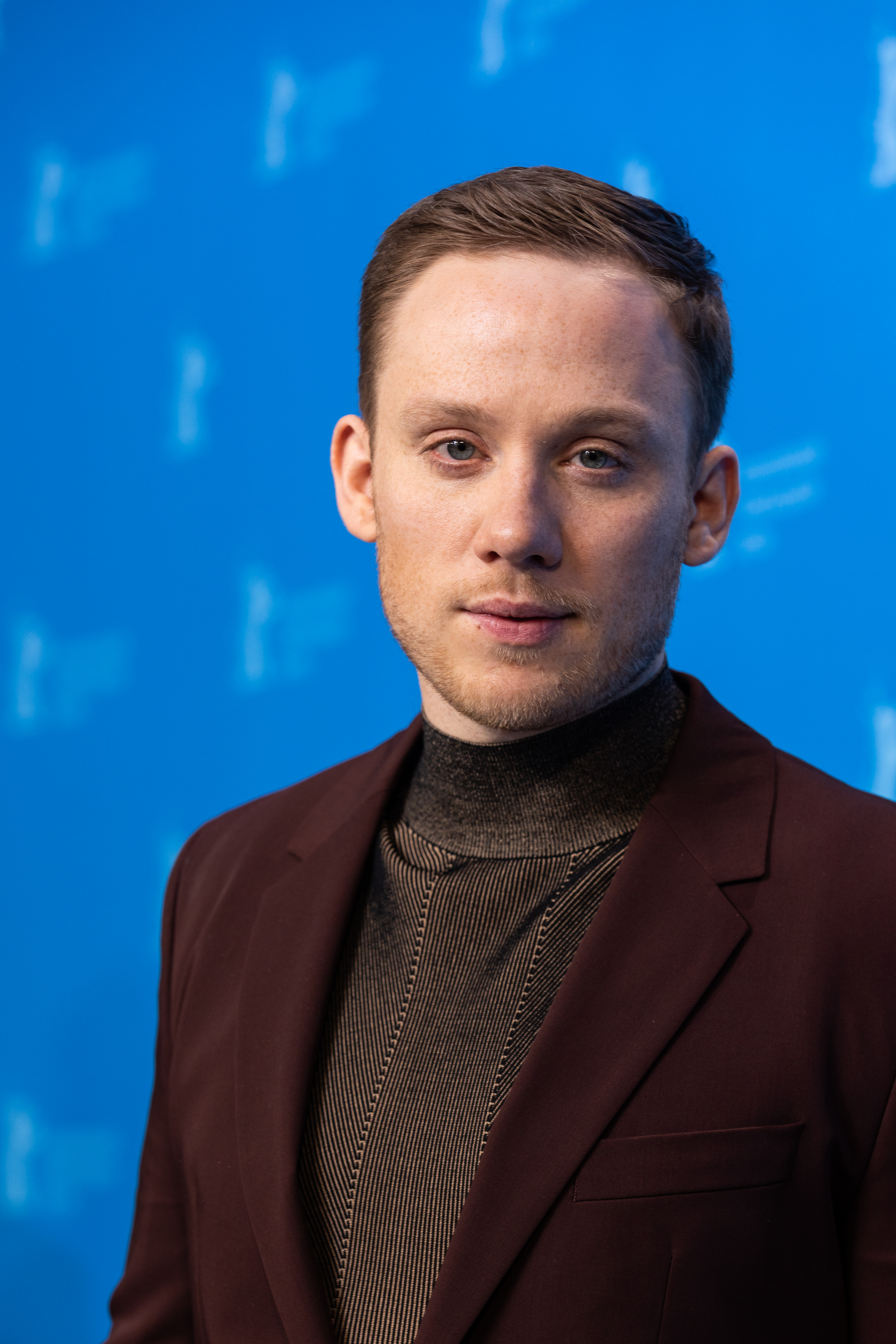
Joe Cole spielt Kyle Parson

Christiane Peitz bezeichnet den Film in ihrer Kritik für den Tagesspiegel als ein Highlight des Panorama-Programms: „Amerika als Provinzshow, als Mikrokosmos. Vielleicht nicht nur Amerika, sondern überhaupt die westliche kapitalistische Welt. Wir amüsieren uns zu Tode, dabei kommen die meisten nur schwer über die Runden. ‚Ein Film über uns, darüber, wie wir leben, über Schadenfreude und Voyeurismus, Armut und Träume, Menschlichkeit und Kapital‘, sagt der 45-jährige Regisseur Bastian Günther, der zwischen Berlin und Austin in Texas pendelt. Günther gibt den Gedemütigten und Wohlstandsverlierern ihre Würde zurück, indem er die menschliche Tragödie hinter der anfangs so harmlos und bestenfalls schräg erscheinenden Szenerie zum Vorschein bringt.“
Peter Osteried erklärt in seiner Funktion als Filmkorrespondent der Gilde deutscher Filmkunsttheater, der Film bleibe subtil, aber er zeichne das Bild einer Zweiklassengesellschaft, bestehend aus jenen, die an solchen unwürdigen Spielen teilnehmen müssen, und jenen, die darin einen Spaß sehen. Dieses Spiel sei der Folter nicht unähnlich, so Osteried: „Stresspositionen, Schlafentzug, totale Erschöpfung – das alles schwingt hier mit, zumal der Film sehr genau zeigt, wie all das auch zum totalen mentalen Zusammenbruch führen kann. Das Ende ist bitter. Insbesondere auch, weil der letzte Akt an den Anfang zurückführt und den Protagonisten zeigt, noch bevor er am Spiel teilnimmt.“ Bastian Günther sei ein eindringlicher, intensiver Film geglückt, wenn er das Brennglas auf eine Welt richtet, in der der gesellschaftliche Umgang miteinander längst aus dem Ruder gelaufen ist.

### Auszeichnungen
Im Mai 2021 wurde One of these Days in die Vorauswahl für den Deutschen Filmpreis aufgenommen. Im Folgenden eine Auswahl von Nominierungen und Auszeichnungen.
Deutscher Filmpreis 2021
- Nominierung für die Beste Kamera und Bildgestaltung (Michael Kotschi)

Festival des deutschen Films 2021
- Nominierung für den Filmkunstpreis
- Nominierung für den Rheingold-Publikumspreis
- Auszeichnung für die Beste Regie des Wettbewerbs (Bastian Günther)[14][15]

Internationale Filmfestspiele Berlin 2020
- Nominierung für den Publikumspreis in der Sektion Panorama (Bastian Günther)

Zurich Film Festival 2020
- Nominierung im „Fokus Wettbewerb“